# Kunsthandlung Victor Hartberg
Die Kunsthandlung Victor Hartberg war eine Kunsthandlung in Berlin, die zwischen 1925 und 1933 existierte. Inhaber war der Kunsthändler Victor Hartberg, der die Kunsthandlung im April 1925 am Schöneberger Ufer 41 (heute Schöneberger Ufer 79) eröffnete.

## Firmengeschichte
Hartberg präsentierte in seinem Galerieprogramm Kunstwerke von alten und neuen Meistern in wechselnden Ausstellungen. In der Eröffnungsausstellung im April 1925 wurden so neben Arbeiten von Artur Degner, Anton Romako, Lovis und Charlotte Berend-Corinth auch Werke von niederländischen Malern aus dem 17. Jahrhundert (u. a. Willem Claeszoon Heda, Jan van Huysum) gezeigt. Zudem stellt die Galerie auch Skulpturen des Bildhauers Walter Schulze-Mittendorff aus.
Die Präsentation von Werken eines Malers zusammen mit denen eines Bildhauers gehörte von Beginn an zum Programm der Galerie. So war diese Art der Doppelpräsentationen auch in nachfolgenden Ausstellungen zwischen 1925 und 1932 regelmäßig zu sehen, mit Arbeiten nachfolgender Bildhauer: Wolf Demeter, Else Fraenkel-Brauer, Arthur Lewin-Funcke, Laurent F. Keller, Fritz Klimsch, Georg Kolbe, Walter J. Mittendorf, Richard Scheibe, Milly Steger, Josef Thorak und Ernst Wenck.
Viele Künstler, die bei Hartberg ausstellten, hatten dort ihre erste Einzelausstellung (u. a. Hermann Glöckner, Ludwig Herthel, Zygmunt Menkes, Otto Nagel, Karl Walther) bzw. wurden zum ersten Mal in Berlin gezeigt (u. a. Erich Brill, Augusto Giacometti). Zudem zeigte Hartberg regelmäßig Werke von Frauen (u. a. Milly Steger, Valentine Eliette Prax, Meta Cohn-Hendel, Grete Rikko, Julie Wolfthorn sowie Annot). 1929 veranstaltete die Kunsthandlung die Ausstellung „Das Gesicht der selbständigen Frau“.
Der Maler Hermann Glöckner erhielt durch die Kunsthandlung besondere Förderung. Die im Herbst 1927 veranstaltete Ausstellung mit 32 Werken (von denen viele Werke verkauft wurden) war erfolgreich und half dem Künstler, sich auf dem Markt zu etablieren.
1928 erweiterte Hartberg seine Räume am Schöneberger Ufer und ließ diese neu ausgestalten, trotz der allgemeinen Flaute auf dem Kunstmarkt mit zeitgenössischer Kunst.
Im Mai 1933 wurde die Galerie aufgelöst. Die Bestände an Gemälden und Plastiken wurden am 11. Oktober 1933 durch ein Auktionshaus in Berlin versteigert.

## Ausstellungen
- 1925: Artur Degner, Walter J. Mittendorf; Waldemar Rösler; Arthur Lewin-Funcke; Willy Jaeckel; Josef Thorak[4]
- 1926: Albert Weisgerber; Wolf Röhricht, Milly Steger; Josef Thorak; Fritz Berthold Neuhaus; Julius Freymuth; Leo Michelson; Kurt von Keudell, Georg Kolbe; Elisée Maclet, Valentine Eliette Prax, Béla Czóbel[4]
- 1927: Meta Cohn-Hendel, Carlo Noack; Max Pechstein; Hermann Glöckner; Monica, Reinhold und Sabine Lepsius; Karl Walther; Konrad Meindl; Leonid Pasternak[4]
- 1928: Alfred Halberg; Artur Degner; Franz Heckendorf; Ernst Wenck; Ludwig Herthel; Friedrich Feigl; Josef Thorak, Arnold Marx, Alfred Mez; Ausstellung von Entwürfen für eine Platzgestaltung in Berlin: Architekt Jean Krämer, Bildhauer Josef Thorak; Augusto Giacometti; Anton Faistauer[4]
- 1929: „Das Gesicht der selbständigen Frau“; Otto Geigenberger; Ludwig Wilhelm Großmann; Hans Meid; Lene Schneider-Kainer; Max Pechstein; Ernst Huber; Willy Jaeckel, Ernst Fritsch; Erich Brill; Karl Walther; Aurél Bernáth; Arno Nadel; Josef Thorak; Eugen Spiro; Fritz Klimsch[4]
- 1930: Erich Klossowski; Hermann Huber; Zygmunt Menkes; Hermann Konnerth; Gert Wollheim; Gottfried Richter, Arthur Silz; Frans Masereel[4]
- 1931: Otto Nagel; Adolf Jutz; Rajmund Kanelba; Laurent F. Keller; Richard Scheibe, Alfred Partikel; Benno Elkan; Aurél Bernáth; Adolf Skübe[4]
- 1932: Albert Birkle; Zygmunt Menkes; Leonid Pasternak; Bruno Krauskopf; Wolf Demeter; Maxim Kopf; Karl Walther, Heinrich Amersdorffer; Werner Scholz[4]
- 1933: Peter Fischer, Edmund Schaefer, Grete Rikko; Hans Feibusch, Arnold Marx; Anton Grauel; Annot; Walter Kuraus; Walther Klemm[4]